# イギリスの共和主義
イギリスの共和主義は連合王国の君主制を共和制に変更しようとする政治運動である。共和主義者と呼ばれるこの運動の支持者は、選挙で国家元首を選ぶ制度あるいは国家元首がいない制度などの君主制に代わる統治形態を支持する。
連合王国を構成する国々では、中世以来のほとんどの時期に君主制が行われてきた。イングランド内戦での議会派の勝利により、17世紀半ばに、共和制の政府がはじめはイングランドとウェールズに、後にはアイルランドとスコットランドにも成立した。1649年のチャールズ1世の処刑から、1660年の王政復古までの間のイギリスはイングランド共和国と呼ばれる。